# Kraftaufnehmer
Mit einem Kraftaufnehmer (auch Kraftsensor, Kraftmessdose, Messdose oder Load Cell genannt) wird eine Kraft gemessen, die auf den Sensor wirkt. Meist können durch elastische Verformung sowohl Zug- als auch Druckkräfte gemessen werden.

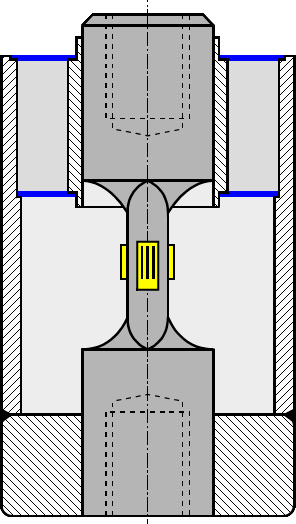
Zug-/Druckstab-Federkörper

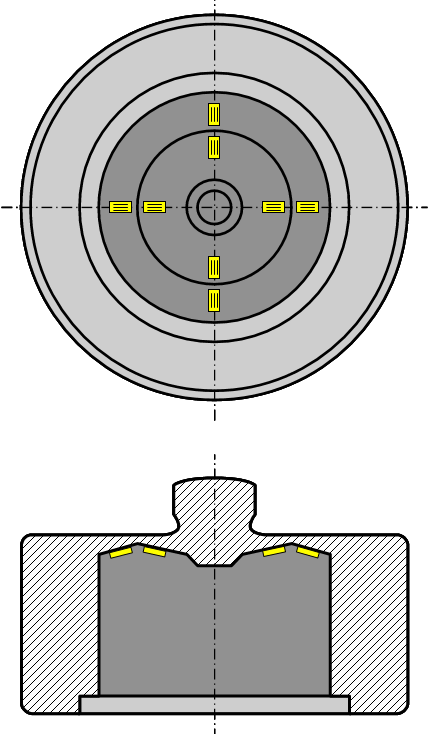
Membran-Federkörper

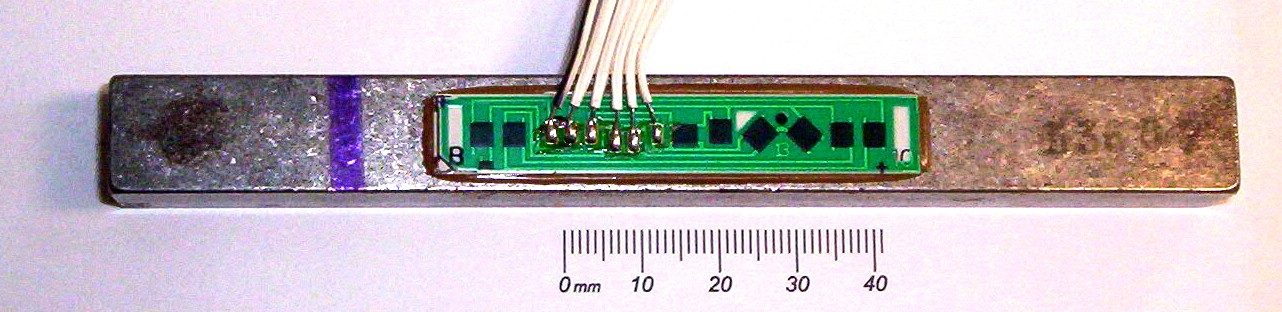
Federkörper mit Dehnungsmessstreifen aus einer Personenwaage

Anwendungen sind neben der Kraftmessung auch Wiegen (siehe auch Wägezelle) und Bestimmung von Drehmomenten.

## Federkörper-Kraftaufnehmer
Aufgrund der Krafteinwirkung wird der Federkörper des Aufnehmers elastisch verformt. Die Kraftaufnahme muss in der vorgeschriebenen Richtung erfolgen. Die Verformung des Federkörpers (meist aus Metall) wird über Dehnungsmessstreifen, deren elektrischer Widerstand sich mit der Dehnung ändert, in die Änderung einer elektrischen Spannung umgewandelt. Über einen  Messverstärker wird die elektrische Spannung und damit die Dehnungsänderung registriert. Diese kann aufgrund der elastischen Eigenschaften des Metalls in einen Kraftmesswert umgerechnet werden, in dem der Aufnehmer kalibriert wird.
Eine weitere Methode, die Verformung aufzunehmen, sind Kapazitive Sensoren.
Im Sinne der Rückführung der Einheit Kraft gemäß ihrer physikalischen Definition wird die Kalibrierung von Kraftaufnehmern bis zu einer Kraft von 16,5 MN in der Physikalisch-Technischen Bundesanstalt in Braunschweig durchgeführt. Weitere, an die PTB angeschlossene, akkreditierte Labore können die Einheit Kraft ebenfalls durch Anwendung der Referenzverfahren zurückführen. Diese Labore erreichen mit den angewandten Verfahren nicht die Messgenauigkeiten der Kraftnormale der PTB. In sicherheitsrelevanten Bereichen wird die Kalibrierung durch die MPA, den TÜV, andere zertifizierte Institute oder durch zertifizierte Kalibrierdienste überwacht und durchgeführt.

### Messbereich
Federkörper-Kraftaufnehmer gibt es in Messbereichen von 0,5 N bis zu einigen zehn MN. Zu den größten Kraftaufnehmern zählen sogenannte Kraftaufnehmer Build-Up Systeme, welche aus mehreren Federkörper-Kraftaufnehmern aufgebaut sind. Sie erreichen Nennlasten bis zu 50 MN.
Je kleiner die Nennlast, desto empfindlicher ist der Kraftaufnehmer. Aufnehmer mit Nennlasten im Bereich einiger zehn Newton können durch die Kräfte, die bei der Handhabung aufgebracht werden, beschädigt oder zerstört werden. Wird eine Kraft auf den Aufnehmer aufgebracht, die deutlich über seiner Nennlast liegt, werden die mechanischen Komponenten unter Umständen über ihre elastische Verformungsgrenze hinaus belastet. Dies führt zuerst dazu, dass die Messwerte des Sensors nicht mehr reproduziert werden können. Darüber hinaus kann das Material des Sensors sowie das Material des Messgitters der Messstreifen bis zur Bruchlast belastet sein, wodurch elastische Eigenschaften dauerhaft verloren gehen. Der Zusammenhang von aufgebrachter Kraft und Weg der Verformung des Sensors ist dann nicht mehr reproduzierbar.

### Bauarten
Federkörper-Kraftaufnehmer gibt es in sehr zahlreichen Bauarten, folgend sind einige aufgeführt:

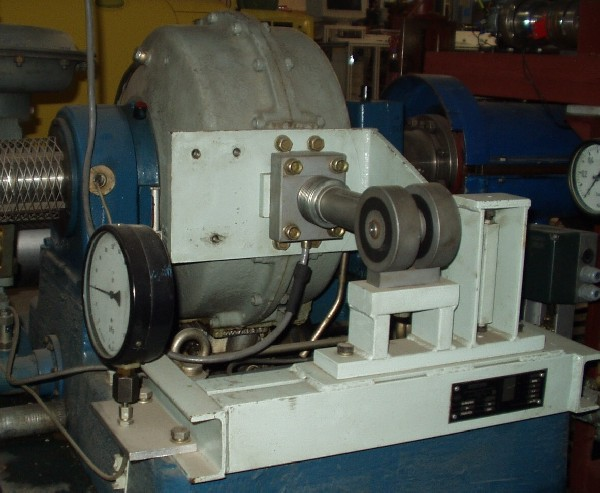
Biegebalken zur Messung des Reaktionsmomentes an einer Wasserwirbelbremse WX-40 VEB Spezialfahrzeugwerk Berlin

- Biegebalken

Beim Balken sind die Dehnungsmessstreifen an einem Balken (Hebel) befestigt. Der Hebel ist auf einer Seite befestigt und auf der entgegengesetzten Seite erfolgt die Krafteinleitung. Der Hebel wird elastisch verbogen und dadurch ändert sich auch die Dehnung der längs auf Ober- und Unterseite angebrachten Dehnungsmessstreifen. Diese Bauart wird meist für hochgenaue Messungen verwendet. Sie kann sowohl auf Druck als auch auf Zug beansprucht werden.
Zusätzlich oder ausschließlich kann auch die Scherung gemessen werden (Scherbalken).
- Ringtorsionsfeder

Im kommerziellen Kraftaufnehmerbau sehr häufig verwendet wird das Prinzip der Ringtorsionsfeder. Ein torusförmiger Körper ist an der Innenseite mit Kraft beaufschlagt, an der Außenseite besteht das Gegenlager. Durch die Belastung erfährt die Torsionsfeder eine konstante Torsion, wodurch die Oberseite gestaucht und die Unterseite gestreckt wird. Die Dehnungsmessstreifen werden dementsprechend oben und unten auf dem Federkörper appliziert.
Besonderer Vorteil dieser Bauweise ist, dass diese Kraftaufnehmer auf eine Querkraft mit einer elliptischen Verformung reagieren, welche die Gesamtverformung der jeweiligen Messstreifen praktisch nicht verändert. Dadurch werden Kraftaufnehmer dieser Bauweise besonders stabil gegenüber parasitären Krafteinflüssen wie Biegemomenten und Querkräften.
- S-förmige Federkörper

Der Federkörper ist wie ein S geformt. Die Kraft wird vertikal eingeleitet. Die Biegemessung befindet sich am Mittelsteg. Messdosen dieser Art zeichnen sich durch ihre kompakte Bauweise, hohe Zuverlässigkeit und Genauigkeit aus, sie sind gegenüber Biegebalken unempfindlicher gegenüber Seitenkräften.
- Dehnzylinder

Ein zylindrischer Körper wird in Richtung seiner ersten Hauptachse belastet. Dadurch wird eine Dehnung in der ersten Hauptachsenrichtung und eine Querkontraktion in Richtung der zweiten Hauptachse erreicht. Dehnzylinder sind einfach zu fertigen und sehr robust. Ihr Nachteil besteht in einer sehr hohen Empfindlichkeit auf Fertigungstoleranzen in den Krafteinleitungsstellen sowie auf parasitäre Krafteinflüsse. Daher werden diese Bauweisen bevorzugt im Meganewton-Bereich eingesetzt, wo höhere Messunsicherheiten toleriert werden.
- Hohlkörper-Dehnzylinder

Wie ein Dehnzylinder, jedoch als Hohlkörper ausgeführt. Solche Sensoren eignen sich vor allem für sehr hohe Kräfte im hohen Meganewton-Bereich, eingesetzt werden diese Geräte aktuell bis zu 30 MN.
Durch die Dehnungsmessstreifen werden die unter Volllast zu erreichenden Verformungen determiniert, daher sind bei einem Vollkörper damit auch die Radien gegeben. Bei sehr hohen Lasten sind allerdings diese Parameter oft zu klein und genügen nicht mehr den geometrischen oder kinematischen Randbedingungen der jeweiligen Anwendung. Die Lösung besteht darin, einen Hohlkörper auszulegen, der bei gleichem Querschnitt und damit gleicher ersten Hauptdehnung einen innerhalb gewisser Grenzen variablen Nenndurchmesser bekommen kann.
Nach diesem Prinzip werden häufig auch großskalige Druckaufnehmer gefertigt.
- Membran-Federkörper

Der Membrankörper ist mit der Ringtorsionsfeder artverwandt. Zwischen Lasteinleitung und Lastausleitung im Kraftaufnehmer wird eine Membranstruktur realisiert, die eine Biegebelastung bei beidseitiger Sperrung des Einspannmomentes erfährt. Dadurch weist die Biegemembran unter Last den für diesen Lastfall typischen S-Schlaf auf. Dieser Umstand kommt der Applikation der Dehnungsmessstreifen und deren Verschaltung zur Wheatstoneschen Messbrücke dergestalt entgegen, dass zu immer zwei Bereiche mit negativer und zwei Bereiche mit positiver Dehnung vorhanden sind.

## Piezo-Kraftaufnehmer
In einem Piezokeramik-Element entsteht durch Krafteinwirkung eine Ladungsverteilung, die proportional zur Kraft ist. Wird diese Ladung mit einem Ladungsverstärker gemessen, gibt es wegen des Kurzschlussbetriebes des Sensorelementes keine Isolationsprobleme. Verwendet man dagegen eine einfache Umwandlung in eine Spannung durch die Parallelkapazität, erzielt man durch das schnelle Abfließen der Ladung bei statischer und quasistatischer Last keine guten Ergebnisse.
Je nach Art des kristallinen Aufbaus des Piezoelements können Druck- oder Scherkräfte gemessen werden. Zugkräfte können nur mit Vorspannung gemessen werden. Piezoelektrische Kraftaufnehmer können sehr steif ausgelegt werden und können auch hochdynamische (je nach Ausführung bis zu 60 kHz) Kräfte messen.

## Kraftaufnehmer mit schwingenden Elementen
Diese Kraftaufnehmer werden nur in Sonderfällen eingesetzt.
Zum Beispiel kann die Resonanzfrequenz einer durch die Kraft gespannten Saite gemessen werden.
Im Rasterkraftmikroskop wird zur Kraftmessung die Schwingfrequenz des Trägers der Abtastnadel gemessen, nähert sich diese der Probe, ändert sich die Dämpfung und Resonanzfrequenz aufgrund der Van-der-Waals-Kräfte.

## Elektrodynamische Kraftaufnehmer
Sie arbeiten ähnlich wie ein elektrodynamischer Lautsprecher; der Strom durch eine sich in einem Magnetfeld befindende Spule ist proportional zur Kraft, wenn er die Auslenkung kompensiert, d. h. die Spule an einer festen Position hält. Hierfür sind ein Lagesensor und eine Stromregelung erforderlich.
Detailliert: Eine Tauchspule wird von einem elektrischen Strom durchflossen, welcher die Tragekraft elektromagnetisch kompensiert. Dies geschieht über einen elektrischen Regelkreis, der die Position der Spule konstant hält.
Ein kapazitiver oder optoelektronischer Lagesensor misst dabei die Position der Spule.
Wird eine Kraft auf die Spule ausgeübt, sinkt diese in den Topfmagnet ein. Der Lagesensor erkennt dies und gibt die Regeldifferenz auf einen Regler. Dieser erhöht den Spulenstrom so stark, bis die ursprüngliche "Nulllage" wieder erreicht ist. Der sich ergebende Stromanstieg ist proportional zur Kraft, die Lage ist im belasteten und unbelastetem Zustand gleich.
Solche Kraftsensoren können auch sehr kleine Kräfte präzise messen und werden daher u. a. in Präzisionswaagen, Feinwaagen, Analysenwaagen und Mikrowaagen bis zu einer Auflösung von 0,1 µg eingesetzt.

## Resistive Kraftaufnehmer
Diese Sensoren verändern bei Krafteinwirkung ihren elektrischen Widerstand. Ein Beispiel dafür sind sogenannte FSR Sensoren. Diese bestehen aus zwei dünnen Folien, und darin eingebettete, leitfähige Strukturen. Bei einem maximalen Druck von 100 N/cm² sinkt der elektrische Widerstand von einigen Megaohm auf etwa 1 Kiloohm.

## Einsatzgebiete
Kraftaufnehmer werden u. a. in Waagen, Einpressvorrichtungen, in Kranen und Baggern zur Überwachung der Traglast,  aber auch in der Prüftechnik z. B. in Universalprüfmaschinen zur Messung der Zugkraft oder Druckkraft verwendet. Ein weiteres Einsatzgebiet ist die Messung des Reaktionsmomentes von Wasserwirbelbremsen, Wirbelstrombremsen und Pendelmaschinen über einen Hebelarm.